# Musikverein der Stadt Bielefeld
Der Musikverein der Stadt Bielefeld e.V. ist ein städtischer Konzertchor und zählt mit dem Gründungsjahr 1820 zu den sieben ältesten Mitgliedschören im Verband Deutscher Konzertchöre. Gemeinsam mit den Bielefelder Philharmonikern führt der Musikverein unter der Leitung von Bernd Wilden mindestens zweimal jährlich Werke des chorsinfonischen Repertoires in der Rudolf-Oetker-Halle in Bielefeld auf.

## Geschichte
Zu den ersten Konzerten im Jahr 1819 noch als „Musikalischer Verein“ bezeichnet, trat der Bielefelder Musikverein am 31. März 1820 mit der Aufführung von „Die sieben Worte des Erlösers am Kreuze“ von Haydn unter der Leitung von Heinrich Aloys Praeger an die Öffentlichkeit. Dirigenten der Anfangszeit waren Heinrich Aloys Präger (1819 bis 1821), Musikdirektor Hörger (1821 bis 1824), Johann Hermann Kufferath (1825 bis 1829) und erneut Heinrich Aloys Präger (1829 bis 1844). Es folgten Jahre unter der Leitung von Maximilian Nachtmann (ab 1871) und Arnold Mendelssohn (bis 1886). Ab 1886 übernahm Wilhelm Lamping die Leitung des Musikvereins und blieb, mit einer Unterbrechung von 1889 bis 1892, bis zu seinem Tod 1929 in dieser Funktion.

### Bielefelder Philharmoniker
Anfänglich wurde der Chor unterstützt von einem Orchester aus Laienmusikern und Militärmusikern der örtlichen Garnison. Nach einer Petition Lampings und der Bielefelder Bürger beschloss die Stadtverordnetensammlung in Bielefeld am 12. Dezember 1890, ein Städtisches Orchester mit 36 Musikern zu gründen, unter der Voraussetzung, dass der Musikverein 40.000 Goldmark dazu beitrage, weitere 10.000 Goldmark pro Jahr sagte die Stadt zu. 1901 wurde das Städtische Orchester Bielefelds, aus dem die Bielefelder Philharmoniker hervorgehen sollten, offiziell gegründet. Wilhelm Lamping wurde der erste Städtische Musikdirektor Bielefelds.

### Rudolf Oetker-Halle
Von seiner Gründung 1820 bis zur Einweihung der Rudolf-Oetker-Halle im Jahr 1930 trat der Musikverein in verschiedenen Sälen auf, von den Anfängen im Saal des Bielefelder Weinhändlers Reckmann über das 1825 entstandenen Gebäude der „Ressource“ (Ecke Renteistraße/Altstädter Kirchstraße), im Saal der Schützengesellschaft auf dem Johannisberg, im „Großen Saal der Gesellschaft Eintracht“ und im „Neuen Saal des evangelischen Vereinshauses“, im Volkssaal an der Bahnhofstraße, in „Brinkhoffs Tonhalle“ und in der Neustädter Marienkirche. Wilhelm Lamping forderte im April 1900 in einem Schreiben an den Magistrat: Die Musik Bielefelds sei „in den letzten Jahren zu einer solch ungewöhnlichen Blüte gelangt, daß sie Anrecht darauf hat, in einem der Kunst zu errichtenden Gebäude eine Heimstatt zu finden“. In einem persönlichen Schreiben an Richard Kaselowsky, Mitinhaber der Firma Oetker, wies er darauf hin, dass das „ganze musikalische Leben Bielefelds […] auf der Arbeit des Musikvereins und des städtischen Orchesters“ basiere.
In einem weiteren Brief des Musikverein-Vorstandes hieß es, dass das Theater räumlich nicht ausreiche: „Der gemischte Chor des Musikvereins ist bei den größeren Concerten etwa 200 Personen stark und erhält von Jahr zu Jahr einen erheblichen Zuwachs. Das Orchester ist im Durchschnitt mit 50 bis 55 Mann besetzt.“ Man wolle aber den Theaterbau fördern „in der Hoffnung, daß die Stadt auch die künstlerischen Bestrebungen des Musikvereins z.B. durch Hergabe eines Platzes für einen Conzertsaal wirksam fördern wird.“ Und ergänzend hieß es eine Woche später: „Die Mittel zu dem Bau würde der Musikverein aufzubringen suchen und ihn so einzurichten bestrebt sein, daß er auch anderen gemeinnützigen Zwecken dienen könnte.“
1925 stellte Frau Lina Oetker eine größere Summe zum Bau der Konzerthalle zur Verfügung – als Andenken an ihren 1916 gefallenen Sohn Rudolf Oetker. Dazu heißt es in einem Brief Lampings: „Sein [Rudolf Oetkers] ausgesprochener Wille war es, Wandel in den unhaltbaren hiesigen Lokalverhältnissen zu schaffen und vor allem dem Musikverein die Stätte zu bereiten, derer er zu gedeihlichem Wirken bedarf.“
Nach Wilhelm Lampings Tod 1929 wählte der Musikverein Heinrich Kaminski zum neuen Leiter, die Stadt übertrug ihm die Hälfte der Symphoniekonzerte. Am 1. Dezember 1929 dirigierte Heinrich Kaminski das Gedächtniskonzert für Wilhelm Lamping mit vier Bachkantaten noch im Saal auf dem Bielefelder Johannisberg. Ein knappes Jahr später, am 30. November/1. November 1939 wurde die Rudolf Oetker-Halle von der Stadt Bielefeld und dem Musikverein feierlich eröffnet.

### Unter den Nationalsozialisten
Nach der Machtübernahme der NSDAP 1933 führten Schwierigkeiten Heinrich Kaminskis mit den nationalsozialistischen Machthabern u. a. aufgrund seiner jüdischen Abstammung, seiner Vorliebe für die mediativen, asiatischen Religionen und öffentliche Anfeindungen durch den NSDAP-treuen Städtischen Musikdirektor Werner Gößling zu seiner Entlassung. Der Musikverein sollte nun gemäß der Ideologie einer nationalsozialistischen Volksgemeinschaft „alle musikliebenden und musikverständigen Kreise der Bevölkerung zusammen[..]fassen“. Als musikalische Aufgabe wurde nicht mehr die „Pflege der Musik in jeder Beziehung“, sondern die „Musik der Oratorien der großen deutschen Meister“ definiert. Mitbestimmungsrechte wurden durch das „Führerprinzip“ ersetzt: Die Stadt wurde maßgebliches Mitglied des Vereins und der Leiter des Vereins musste von nun an vom Oberbürgermeister und der Reichsmusikkammer bestätigt werden. Seit 1935 trägt der Verein den Namen Musikverein der Stadt Bielefeld e.V. Die Leitung des Vereins hatte von 1936 bis 1949 Hans Hoffmann. Nach dem Einzug Werner Gößlings zur Wehrmacht 1940 übernahm Hans Hoffman zunächst kommissarisch, von 1943 bis 1944 auch offiziell das Amt des Städtischen Musikdirektors Bielefelds.
Im September 1945 wurde die Satzung des Vereins erneut geändert. Das „Führerprinzip“ und die Bestätigung durch den Oberbürgermeister und die Reichsmusikkammer entfielen, als Vereinszweck wurde wieder die alte Formel „Pflege jeder Art ernster Musik, besonders der Chormusik“ aufgenommen. Bis heute hat ein Vertreter der Stadt im Vorstand Sitz und Stimme.

### Nach dem Zweiten Weltkrieg
Die erste Aufführung nach Kriegsende fand am 23. September 1945 mit Mozarts Requiem unter Leitung von Hans Hoffmann in der Rudolf-Oetker-Halle statt. Nach dem Tod Hoffmanns 1949 bewarb sich Martin Stephani auf die Position als Bielefelder Generalmusikdirektor und Chorleiter des Musikvereins, damals noch in Personalunion. Beim Chor des Musikvereins hinterließ er bei der Bewerbungs-Probe am 6. Dezember 1949 einen nachhaltigen Eindruck. Die Bewerbung traf jedoch aufgrund der Tätigkeit Stephanis für die Waffen-SS auf Widerstand aus dem Orchester und dem „kleinen Ausschuss“, dem unter anderem der Bielefelder Maler Wilhelm Heiner angehörte, der selbst im Dritten Reich unter Repressalien leiden musste und an seiner Berufsausübung gehindert wurde. Letztlich entschied sich der Musikverein 1950 für Michael Schneider als neuen musikalischen Leiter. Da die Stadt Bielefeld die Ernennung Schneiders zum Städtischen Musikdirektor ablehnte, wurden die beiden Stellen entkoppelt und die Personalunion mit der Stelle des Städtischen Musikdirektors aufgelöst.

### Martin Stephani
1959 wurde Martin Stephani als Nachfolger Martin Schneiders doch noch zum musikalischen Leiter und Dirigenten des Bielefelder Musikvereins berufen und sollte es bis 1982 bleiben. In seinem Kurz-Lebenslauf für die Bewerbung auf diesen Posten heißt es:
„Nach Beendigung zweijähriger Militärdienstpflicht 1937 Aufnahme in die Klassen Chorleitung (Kurt Thomas) und Orch. Leitung (Walther Gmeindl) der staatl. akadem. Hochsch. f. Musik zu Berlin. Persönl. Assistent von GMD Prof. Dr. Fritz Stein ab 1938. Leiter Hochsch. Kammerorch. Mit diesem Konzerteisen u.a. nach Italien (März 1939). Seitdem zahlreiche Kammer-, Symphonie- und Chorkonzerte bis 1944 vornehmlich in Berlin unter starker Bevorzugung zeitgenössischer [und damals unerwünschter] Komponisten als Dirigent und Kammermusikspieler; gleichzeitig Soldat von 1940 bis 1945.“
In der Nachkriegszeit gab Stephani an, während der NS-Zeit rein künstlerisch gearbeitet und sich für verbotene oder unerwünschte Komponisten und Künstler eingesetzt zu haben. Im Entnazifizierungsverfahren 1948 wurde Stephani als „entlastet“ eingestuft.
Eine von der Hochschule für Musik Detmold in Auftrag gegebene und 2019 veröffentlichte Studie des Historikers Walter Schmuhl revidierte allerdings dieses Bild: Martin Stephani studierte bis 1940 an der Hochschule für Musik in Berlin und wurde unmittelbar nach Abschluss seines Studiums zur Wehrmacht einberufen. Ab 1941 wurde er zunächst als Chorleiter für die „Leibstandarte SS Adolf Hitler“ abgeordnet und wechselte später auf eigenen Wunsch als Musikreferent zum Stabsmusikkorps der Waffen-SS im SS-Führungshauptamt. Er dirigierte das Sinfonieorchester der Waffen-SS und unterrichtete zukünftige SS-Musikführer am Konservatorium in Berlin. Seiner privaten Korrespondenz aus der Zeit bei der Waffen-SS ist zu entnehmen, dass Stephani sich mit den Herrschaftszielen und der Lebensraum- und Rassenideologie des nationalsozialistischen Deutschlands identifizierte und seine künstlerische Tätigkeit mit dem Symphonieorchester der Waffen-SS als Beitrag zur Erziehung zu einer wahrhaft nationalsozialistischen Weltanschauung verstand. Bis zum Ende des Dritten Reiches blieb seine Loyalität zum Staat Hitlers nachweislich ungebrochen.
Stephanis Karriere blieb davon unbeeinflusst. 1948 gründete er die Marburger Kantorei als Studio für neue Musik und war von 1955 bis 1963 Generalmusikdirektor der Stadt Wuppertal. 1957 erhielt er einen Ruf an die Nordwestdeutsche Musikakademie in Detmold, wurde Professor für das Fach Dirigieren, Leiter des Hochschulchores und von 1959 bis 1982 Direktor der jetzigen Hochschule für Musik Detmold. Die Verleihung des Verdienstordens der Bundesrepublik Deutschland an Stephani scheiterte 1968 allerdings an seiner politischen Vergangenheit. Von 1970 bis 1982 war er Leiter des Landesjugendorchesters Nordrhein-Westfalen. 1980 wurde er für die Leitung des Bielefelder Musikvereins mit dem Kulturpreis der Stadt Bielefeld geehrt. Martin Stephani starb 1983 hochgeehrt. Posthum wurde ihm 1983 der Kulturpreis des Landesverbandes Lippe verliehen.
Nach einer Interimsphase von 1982 bis 1987, in dem der Musikverein Konzerte unter der Leitung von Rainer Koch, Volker Hempfling, Hartmut Schmidt, Karl-Heinz Bloemeke, Udo Follert, Wolfgang Helbich, Karl Hofreither und Heribert Breuer aufführte, wurde 1987 bis 1994 Bernhard Buttmann Leiter des Musikvereins, danach von 1994 bis 1998 Rainer Winkel. Von 2000 bis 2012 wurde der Musikverein von Wolfgang Helbich, Domkantor am Bremer St.-Petri-Dom, geleitet. Seit 2013 ist Bernd Wilden künstlerischer Leiter des Musikvereins.